# Milium
- Commons
- Wikispecies

Milium L. é um género botânico pertencente à família Poaceae.
Na classificação taxonômica de Jussieu (1789), Milium é o nome de um gênero botânico,  ordem  Gramineae,  classe Monocotyledones com estames hipogínicos.

## Sinonímia
- Miliarium Moench (SUS)

## Espécies
- Milium effusum L.
- Milium treutleri Kuntze
- Milium zonatum Llanos
- Milium vernale Bieb.
- «Lista completa»

## Classificação do gênero
| Sistema | Classificação                   | Referência               |
| ------- | ------------------------------- | ------------------------ |
| Linné   | Classe Triandria, ordem Digynia | Species plantarum (1753) |